# 외계에서 온 우뢰매 전격 쓰리 작전
"외계에서 온 우뢰매 전격 쓰리 작전"은 대한민국의 서울동화프로덕션에서 제작된 SF 영화이다. 외계에서 온 우뢰매 2에 이어 합작하였다. 

## 스토리
훈이가 여름 바닷가에서 주운 알에서 우주 생물체가 부화되어 나온다. 알의 부모인 리안부부는 오래 전, 지구로 보냈던 아들 리안삐를 찾기 위해, 우주의 무법자 루시너에게 협조한다는 조건으로 그의 우주선단에 동승하여 지구로 온다.위기에 처한 지구의 운명을 위해 김박사는 형래와 데일리를 시켜 전격쓰리작전포로 대적케 한다. 지구의 위기가 점점 고조될 때, 우뢰매가 출현, 무법자 루시퍼 일당과 로버트 캉가를 물리치면서 극적으로 지구를 구한다. 리안삐는 협력치 않은 이유로 루시퍼 일당에게 죽음을 당한 어머니를 뒤로 하고, 아버지 리안을 따라 고향별로 향한다. 대기권 밖으로 사라지는 리안삐를 향해 손을 흔드는 훈이의 눈엔 이슬이 맺힌다.(*. 내용출처 : 네이버 영화)

## 상영정보
- 극장개봉: 1987년 7월 17일
- 비디오 출시: 1988년 12월 5일 (VHS, 백록비디오프로덕션)

## 등장인물

### 주인공
- 에스퍼맨(형래): 심형래 (성우: 김환진)

심기한 박사의 아들로 비행기사고로 부모를 잃었다가 에스퍼맨으로 변신하며 싸운다. 오 박사의 아들을 데려다가 모든 힘을 갖고 있다. 김 박사가 만든 전격 쓰리 작전을 시행하다 결국 고장나고 만다.
- 데일리: 천은경 (성우: 김정애)

우뢰매를 타고 지구에 온 여성. 에스퍼맨의 조수 역할을 하고 있으며 생명에너지를 전달하는 이 능력으로 리안과 삐용에게도 전수한다. 형래를 시켜 전격 쓰리 작전을 시행했다.

### 형래 주변 인물
- 김 박사: 김수미 (성우: 김성희)

오 박사의 친구. 전격 3호 작전호를 개발한 공학박사이다. 열정적이며 직접 자신의 로봇을 조종하는 역할을 맡았다.
- 오 박사: 김학래 (성우: 유해무)

차돌과 보미의 외삼촌이자, 김 여사의 동생. 엄 박사와는 성이 달라 직계가족으로 보기는 힘들다.
- 김 여사: 정미영

차돌과 보미의 누나. 어머니의 왈가닥성격이 영향을 준듯하다.
- 엄보미: 우윤아 (성우 : 송연희)

오 박사의 딸.
- 엄차돌: 유민

보미의 남동생.

### 그 외 인물
- 루시퍼: 안대욱 (성우 : 설영범)

우주해적같이 자신의 여부대를 이끄는 사령관이다. 지구침공을 위해 강한 염력의 소유자 리안과 삐용을 이용하려한다. 그러나 에스퍼맨의 의해 공격을 당하면 사이보그인 얼굴이 나타난다. 그 이후 캉가를 공격하지만, 결국 자신의 죽음을 맞는다.
- 백 박사: 양기주 (성우 : 장광)

오 박사의 친구. 방사능을 연구하는 박사이다. 방사능추적기를 이용해 리안삐를 추적한다.
- 루시퍼의 여군단

루시퍼의 여자 병사들. 총을 쏘며 데일리에게 도전하지만, 결국 번번히 당하고 만다.
- 리안: 조성준 (성우 : 이근욱)

삐용의 남편. 리안삐의 아버지. 죽음의 시티스페이스호에서 루시퍼에 의해 구출을 받은 후 그에게 자유의지를 뺏긴 채 아들을 찾기위해 충성을 다한다.
- 삐용: 강리나 (성우 : 강희선)

리안의 아내, 리안삐의 어머니. 우뢰매의 작동을 마비시킬정도로 강한 염력의 소유자이다. 현란한 사격솜씨로 에스퍼맨을 당혹하기도 한다.
- 리안삐: 장팔

차돌이가 해수욕장에서 발견한 알에서 태어난 외계생물이다. 리안과 삐용의 대하면 우주탈출선 시티스페이스호에 간신히 탑승한 리안과 삐용 부부는 점점 물가의 소갈로 인해 죽음의 우주선이 되어가고 있는 위험을 느끼고, 자신의 아들을 세포분해시켜 생명의 고단백질 캡슐에 보관한 채 지구로 보내게 된다.
- 덤벙이: 백재형

형래, 보미의 친구이자, 쾌활한 소유자를 갖고 있다.
- 여러 목소리:성병숙

### 특별출연
- 이황근

## 제작진
- 제작: 김춘호
- 기획: 김춘범
- 각본·각색: 채동근
- 촬영감독: 정운교
- 촬영부: 이석현, 임종호
- 조명: 김강일
- 조명부: 박현원, 김영규
- 음악: 정민섭
- 미술: 채일병
- 분장: 장인한
- 스틸: 양기주
- 편집: 박순덕
- 소품: 최동수
- 녹음: 김병수
- 효과: 김경일
- 현상·녹음: 영화진흥공사
- 특수효과: 왕룡
- 의상: 짚신의상실
- 애니메이션: 김수안
- 애니메이션 효과: 배상준
- 특수 애니메이션: 윤충국
- 선화: 장해란
- 채화: 양미선, 방숙희
- 조감독: 이한열
- 제작부장: 양동욱, 양근복
- 제작담당: 장철수
- 감독: 김청기
- 제작: ㈜김춘호프로덕션

## 성우
- 김환진
- 송연희
- 설영범
- 김성희
- 유해무
- 장광
- 이근묵
- 강희선
- 김정미
- 김정애
- 최재명
- 이재명
- 최상기

## 협찬
- 소년중앙, 빙그레, 뽀빠이과학

## 메카닉

### 우뢰매
새 형태
- 무장: 날개에서 광선이 나간다.

로봇 형태
- 무장 1: 주먹에서 광선이 나간다.
- 무장 2: 발차기

### 전격 쓰리 작전호
전격 1호기 (김 박사가 직접 조종)
- 무장: 레이저 포. (오 박사가 제작)

전격 2호기 (오 박사가 직접 조종)
- 무장: 하늘을 난다. (제트기처럼, 또는 헬기처럼)
  - 설명: 전격 1호기와 2호기의 합체 모습. 이렇게 붙어다니기도 한다.

전격 3호기 (데일리가 조종)
- 무장: 레이저 포

### 루시퍼의 우주전함
탐색정
- 무장: 광선이 나간다.

이리온
- 무장 1: 광선총을 가지고 있다.
- 무장 2: 뿔에서 광선이 나간다.
- 무장 3: 뿔에서 광선이 나간다. (위와는 좀 달라서 구별을....)

캉가
- 무장 1: 손에서 광선이 나간다.
- 무장 2: 팔이 광선총으로 변하여 광선이 나간다.
- 무장 3: 눈에서 광선이 나간다.
- 무장 4: 발로 밟는다.
- 무장 5: 주먹에서 광선이 나간다.
- 무장 6: 머리에서 광선이 나간다.
- 무장 7: 머리 양쪽에 뿔에서 광선이 나간다.
- 무장 8: 입에서 광선이 나간다.
- 무장 9: 등에서 광선이 나간다.

## 같이 보기
- 우뢰매 시리즈